# Wasyłycha
Wasyłycha (ukr. Василиха) – wieś na Ukrainie, w obwodzie kijowskim, w rejonie białocerkiewskim, w hromadzie Stawyszcze. W 2001 liczyła 619 mieszkańców, spośród których 596 wskazało jako ojczysty język ukraiński, a 23 rosyjski.